# Horné Orešany
Horné Orešany este o comună slovacă, aflată în districtul Trnava din regiunea Trnava. Localitatea se află la altitudinea de 200 m deasupra n.m., se întinde pe o suprafață de 21,57 km2 și în 2017 număra 1.892 de locuitori.

## Istoric
Localitatea Horné Orešany este atestată documentar din 1296.

## Demografie
| An:                | 1994 | 2004   | 2014   | 2024   |
| ------------------ | ---- | ------ | ------ | ------ |
| Număr de persoane: | 1840 | 1851   | 1910   | 1919   |
| Diferență:         |      | +0,59% | +3,18% | +0,47% |

| An:                | 2023 | 2024   |
| ------------------ | ---- | ------ |
| Număr de persoane: | 1948 | 1919   |
| Diferență:         |      | −1,48% |